# Банк Мидзухо
Банк Мидзухо (яп. 株式会社みずほ銀行 Кабусики-гайся Мидзухо гинко:) — коммерческий банк Японии. Правление находится в городе Токио. По балансовым показателям занимает второе место среди частных кредитных учреждений страны. Основан в 1897 году. Имеет 515 отделений, более 11 тысяч банкоматов. Обслуживает более 26 млн частных вкладчиков и 90 тысяч малых и средних предприятий.

## J-Coin Pay
В феврале 2019 года банк анонсировал запуск платформы электронных платежей J-Coin Pay в кооперации с примерно 60 финансовыми предприятиями. Главной целью проекта является реализации японской государственной цели по увеличению объёма безналичных платежей.